# كهف هاربيا

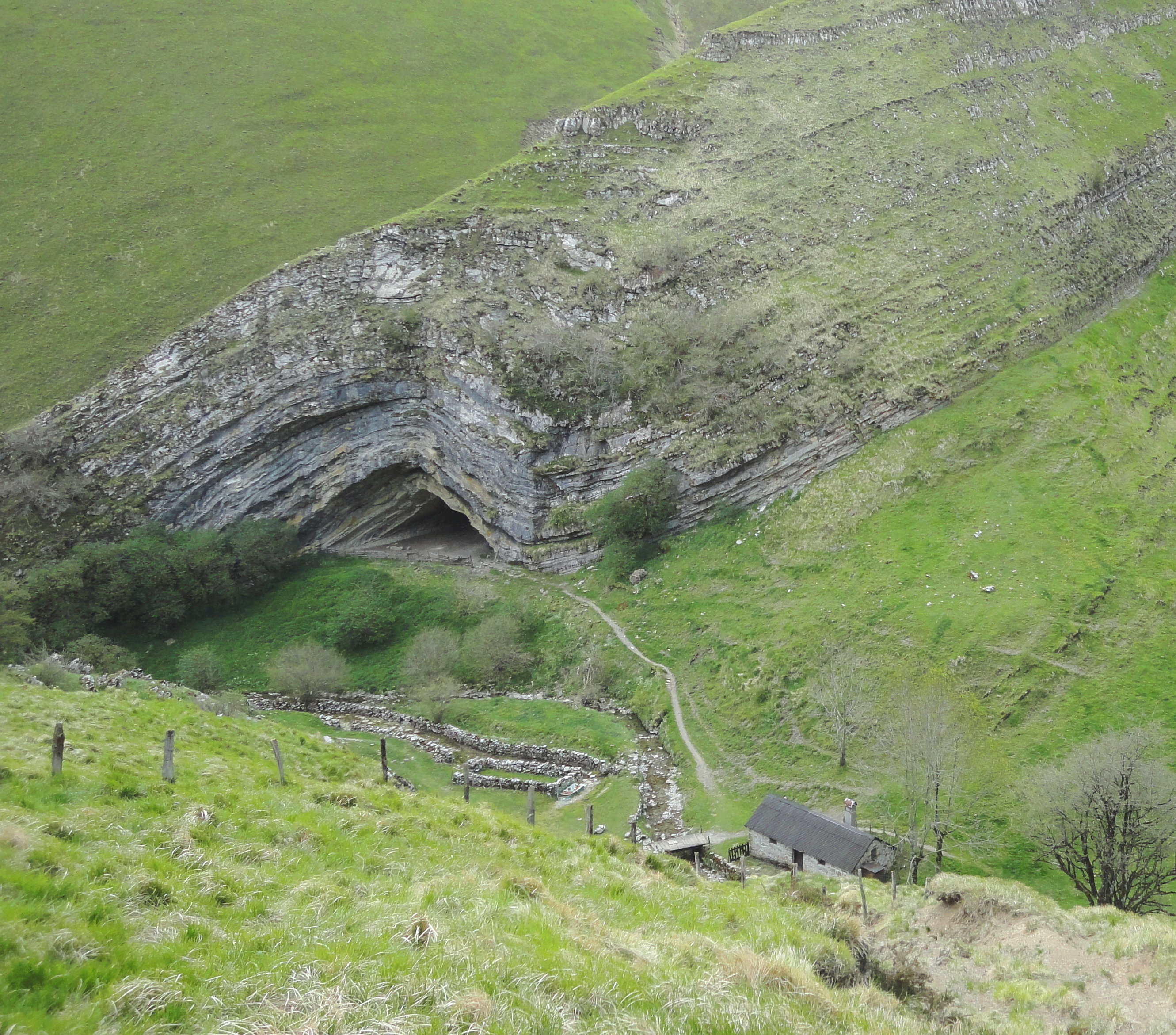
كهف هاربيا

يقع كهف هاربيا (ويعني في الباسكية «المكان تحت الصخرة») في Estérençuby، منطقة نبرة، على بعد أمتار قليلة من الحدود الفرنسية الإسبانية.